# Lasse Hallström
Lars Sven Hallström (Estocolmo, 2 de junho de 1946) é um cineasta e produtor de televisão sueco.

## Vida e carreira
É filho do escritor Karin Lyberg (1907-2000) e tem dois filhos, Johan (1976) do seu primeiro casamento com Malou Hallström, e Tora (1995) com a sua esposa atual Lena Olin. 
Hallström aprendeu a filmar fazendo vídeos musicais, em particular os feitos para o grupo ABBA, que foi uma banda pioneira no campo dos videoclipes. Todos os clipes do ABBA foram dirigidos por Hallström, exceto Chiquitita, feito pela BBC, assim como Under Attack e The Day Before You Came, dirigidos por Kjell Sundvall e Kjell-Åke Andersson.
Após o seu sucesso internacional em 1985, com Mitt liv som hund (Brasil: Minha vida de cachorro/Portugal: Vida de cão), Lasse Hallström foi trabalhar nos EUA, onde conseguiu mais um sucesso em 1999, com The Cider House Rules (Brasil: Regras da Vida/Portugal: Regras da Casa).
Em 2000, realizou Chocolat (Brasil: Chocolate/Portugal: Chocolate). Em 2009 Hachiko: A Dog's Story (Brasil: Sempre Ao Seu Lado/Portugal: Amigo para Sempre), um remake de um filme japonês, cujo original era considerado obrigatório em todas as escolas, pois passava um exemplo notável de lealdade e afetividade entre um ser humano e um cachorro.

## Filmografia
- 1975 - A Guy and a Gal
- 1977 - ABBA: The Movie
- 1979 - Father to Be
- 1981 - Tuppen
- 1983 - Happy We
- 1985 - Mitt liv som hund (Vida de Cão, em Portugal - Minha Vida de Cachorro, no Brasil)
- 1986 - The Children of Noisy Village
- 1987 - More About the Children of Noisy Village
- 1991 - Once Around
- 1993 - What's Eating Gilbert Grape (Gilbert Grape, em Portugal - Gilbert Grape - Aprendiz de Sonhador, no Brasil)
- 1995 - Something to Talk About
- 1999 - The Cider House Rules (Regras da Vida, no Brasil)
- 2000 - Chocolat (Chocolate, no Brasil e em Portugal)
- 2001 - The Shipping News (Chegadas e Partidas, no Brasil)
- 2005 - An Unfinished Life (Um Lugar para Recomeçar, no Brasil)
- 2005 - Casanova
- 2006 - The Hoax
- 2009 - Hachiko: A Dog's Story (Sempre Ao Seu Lado, no Brasil - Amigo para Sempre, em Portugal)
- 2010 - Dear John
- 2011 - Salmon Fishing in the Yemen
- 2012 - Hypnotisören
- 2013 - Safe Haven
- 2014 – The Hundred-Foot Journey
- 2017 - A Dog's Purpose (Juntos para Sempre, em Portugal - Quatro Vidas de um Cachorro, no Brasil)
- 2018 - The Nutcracker and the Four Realms (O Quebra-Nozes e os Quatro Reinos, no Brasil)
- 2022 - Hilma

## Prémios
- Recebeu duas nomeações ao Óscar de Melhor Realizador, por "Mitt liv som hund " (1985) e "The Cider house rules" (1999).
- Recebeu uma nomeação ao Óscar de Melhor Argumento Adaptado, por "Mitt liv som hund" (1985).
- Recebeu uma nomeação ao BAFTA de Melhor Filme Estrangeiro, por "Mitt liv som hund" (1985).
- Ganhou o Independent Spirit Awards de Melhor Filme Estrangeiro, por "Mitt liv som hund" (1985).
- Recebeu uma nomeação ao European Film Awards de Melhor Realizador - Voto Popular, por "Chocolat" (2000).
- Recebeu uma nomeação ao Goya de Melhor Filme Europeu, por "Chocolat" (2000).
- Ganhou o Prémio Bodil de Melhor Filme Europeu, por "Mitt liv som hund" (1985).
- Recebeu uma nomeação ao Prémio Bodil de Melhor Filme Americano, por "The Cider house rules" (1999).